# Дом Эйры
Дом Эйры (или Убежище Эйры) — деревянный дом, построенный в 1881 году участниками экспедиции Бенджамена Ли Смита на острове Белл. Старейшая постройка архипелага Земля Франца-Иосифа.
Первое здание на Земле Франца-Иосифа построила экспедиция под руководством британца Бенджамина Ли Смита. Это сборный норвежский щитовой дом, привезенный с собой британскими исследователями. «Эйрой» называлась шхуна экспедиции, раздавленная льдами через несколько дней после высадки на острове Белл. В честь неё команда дала дому название «Эйра». Мореходы выжили и на шлюпках добрались до Новой Земли.
В «Доме Эйры» после 1881 года бывали полярники многих экспедиций — и оставляли на стенах автографы. Там находятся автографы практически всех экспедиций, которые побывали на Земле Франца-Иосифа. Внутри дома можно увидеть надписи, сделанные рукой Ли Смита, доктора Ниля, капитана Воронина и других.
В 2016 году территория заказника «Земля Франца-Иосифа» была включена в границы национального парка «Русская Арктика». На остров Белл организовываются визиты туристов. Посещение дома Эйры разрешено только в сопровождении инспектора парка небольшими группами до 10 человек.